# IC 4590
IC 4590 — галактика типу E+C? () у сузір'ї Північна Корона.
Цей об'єкт міститься в оригінальній редакції індексного каталогу.